# Amoy (dialekt)
Amoy (Xiamen) är en dialekt av hokkien som har sin ursprung i området runt hamnstaden Xiamen "Amoy" i provinsen Fujian i Kina. Dialekten liknar taiwanesiska, men utanför Kina föredras den mer prestigefyllda beteckningen hokkien.
Både amoy och taiwanesiska är koinéseringar av dialekterna från de äldre hamnstäderna Zhangzhou och Quanzhou.  